# F. Gary Gray
Felix Gary Gray (ur. 17 lipca 1969 w Nowym Jorku) – amerykański reżyser i producent filmowy.

## Życiorys
Urodził się w Nowym Jorku, ale wychował w południowym Los Angeles. Jako nastolatek zamieszkał z ojcem w Highland Park w stanie Illinois. W szkole średniej zainteresował się reżyserią, gdzie udzielał się w szkolnej telewizji. Po ukończeniu szkoły wrócił do Los Angeles, by kontynuować studia filmowe.
Po ich ukończeniu został operatorem w kilku programach telewizyjnych, takich jak: Screen Scene, czy Pump It Updla. Pracując dla telewizji Fox spotkał raperów z grupy WC and the Maad Circle, w której występował nieznany wówczas raper Coolio. Wówczas to przekonał ich, by pozwolili mu wyreżyserować jeden z ich klipów. Niedługo potem rozpoczął współpracować m.in. z Mary J. Blige, Coolio, TLC, Ice Cube i dr Dre.
Teledysk do utworu „It Was a Good Day” Ice Cube’a znalazł się na liście 100 najlepszych teledysków wszech czasów magazynu Rolling Stone. W 1995 roku zdobył też kilka trofeów na gali MTV Video Music Awards, w tym cztery nagrody za klip „Waterfalls” grupy TLC oraz nagrodę dla najlepszego teledysku rapowego za utwór „Keep Their Heads Ringin” Dr. Dre.
Sukces teledysku „It Was a Good Day” pomógł mu rozpocząć reżyserię filmową. Jego pierwszym filmem był Piątek, którego współscenarzystą i odtwórcą głównej roki został Ice Cube. Następnie wyreżyserował jeszcze m.in. Desperatki, Negocjatora, Włoską robotę, czy Szybkich i wściekłych 8.

## Filmografia

### Filmy
- 1995: Piątek (Friday)
- 1996: Desperatki (Set It Off)
- 1998: Negocjator (The Negotiator)
- 2003: Odwet (A Man Apart)
- 2003: Włoska robota (The Italian Job)
- 2005: Be Cool
- 2009: Prawo zemsty (Law Abiding Citizen)
- 2015: Straight Outta Compton
- 2017: Szybcy i wściekli 8 (The Fate of the Furious)
- 2019: Men in Black: International
- 2024: Skok w przestworzach (Lift)

### Teledyski
- 1993: „It Was a Good Day”, Ice Cube
- 1993: „Call Me a Mack”, Usher
- 1993: „Ain’t Goin’ Out Like That”, Cypress Hill
- 1993: „When the Ship Goes Down”, Cypress Hill
- 1993: „Truthful”, Heavy D
- 1993: „Fantastic Voyage”, Coolio
- 1994: „Natural Born Killaz”, Dr. Dre & Ice Cube
- 1994: „Southernplayalisticadillacmuzik”, Outkast
- 1994: „Black Hand Side”, Queen Latifah
- 1995: „Keep Their Heads Ringin”, Dr. Dre
- 1995: „Pretty Girl”, Jon B.
- 1995: „Come On”, Barry White
- 1995: „I Believe in You and Me”, Whitney Houston
- 1995: „Waterfalls”, TLC
- 1995: „Diggin’ On You”, TLC
- 1996: „How Come, How Long”, Babyface
- 1999: „If I Could Turn Back the Hands of Time”, R. Kelly
- 2000: „Ms. Jackson”, Outkast
- 2004: „Bang Bang Boom”, Drag-On
- 2006: „Show Me What You Got”, Jay-Z
- 2010: „Super High”, Rick Ross